# Regine Heitzer

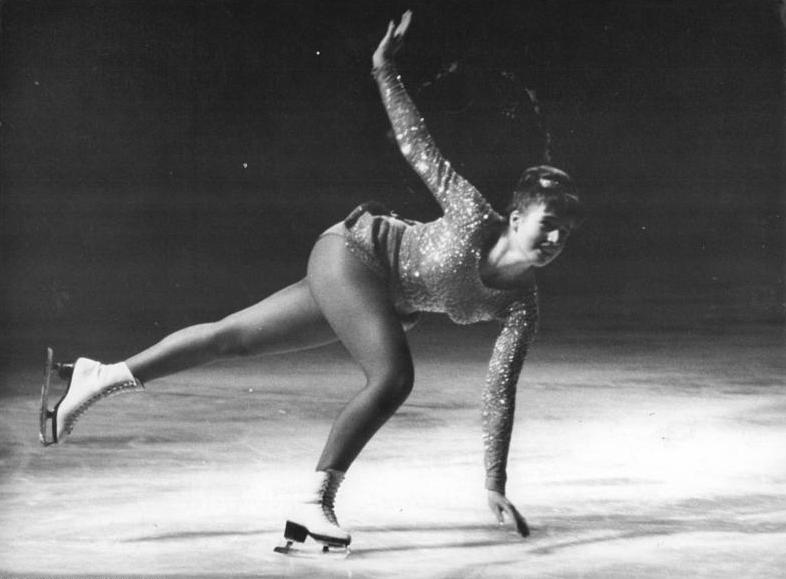

Regine Heitzer, född 16 februari 1944, är en österrikisk före detta konståkare.
Heitzer blev olympisk silvermedaljör i konståkning vid vinterspelen 1964 i Innsbruck.